# Dunlop Tyres
Dunlop Tyres – marka opon należąca do japońskiego przedsiębiorstwa Sumitomo Rubber Industries, dawniej niezależnego brytyjskiego przedsiębiorstwa zajmującego się ich produkcją.
Przedsiębiorstwo rozpoczęło produkcję w 1888 roku. John Boyd Dunlop opatentował wynalezione przez siebie pneumatyczne opony rowerowe. Rok później wyższość nowej formy ogumienia zademonstrował cyklista Willie Hume, który na wyposażonym w nią rowerze wygrał wszystkie wyścigi, w których startował; wieści o jego sukcesach sprawiły, że nowo otwarta fabryka opon marki Dunlop musiała od razu zwiększyć swoją produkcję. Mimo iż patent Dunlopa anulowano już po dwóch latach, gdy wyszło na jaw, że 43 lata wcześniej opatentował ją inny Szkot, Robert William Thomson, w ostatniej dekadzie XIX wieku przedsiębiorstwo otworzyło filie w USA i kontynentalnej Europie oraz fabrykę w Australii. Na początku XX wieku w zakładach Dunlop rozpoczęła się produkcja opon samochodowych. Więzi przedsiębiorstwa ze światem sportu objęły i sporty motorowe – opony Dunlop powiozły wielu kierowców rajdowych po zwycięstwo, miały też swój udział w biciu rekordów prędkości lądowej. Naukowcy z przedsiębiorstwa Dunlop bezustannie udoskonalali technologie produkcji i testowali zachowanie opon w różnych warunkach drogowych, dzięki czemu w 1962 roku laboratoria przedsiębiorstwa wykryły przyczynę utraty przyczepności na mokrych nawierzchniach: aquaplaning. Wkrótce potem jej fabryki rozpoczęły produkcję opon z nowatorskim bieżnikiem, którego niezwykła jak na owe czasy skuteczność w odprowadzaniu wody zrewolucjonizowała światowy rynek ogumienia. W historii przedsiębiorstwa zapisały się także dziesiątki innych innowacji. Nowej generacji opony letnie i zimowe marki Dunlop, wyprodukowane w technologii RunOnFlat, pozwalają na przejechanie nawet 80 km z prędkością do 80 km/h w przypadku utraty powietrza.
Większościowy pakiet akcji należy do Goodyear Tire and Rubber Company. Jest obecna na wielu płaszczyznach motoryzacji, zaczynając od rajdów, wyścigów torowych oraz wyścigów motocyklowych. Jest główną marką opon w 24-godzinnym wyścigu w Le Mans. Ponadto opony tego przedsiębiorstwa są wykorzystywane w wyścigach długodystansowych.